# Горный (Красносулинский район)
Го́рный — посёлок городского типа в Красносулинском районе Ростовской области России.
Административный центр Горненского городского поселения .
До 2004 года подчинялся администрации города Красный Сулин и Красносулинского района.

## География
Расстояние до районного центра города Красный Сулин — 20 км.

## История
Посёлок Горный образован в 1912 году при станции Горная, построенной для транспортировки угля с шахт в районе Несветая в город Шахты.
В 1959 году получил статус посёлка городского типа. В посёлке расположена железнодорожная станция Горная.

## Население
| 1959  | 2002  | 2009  | 2010  | 2012  | 2013  | 2014  |
| ----- | ----- | ----- | ----- | ----- | ----- | ----- |
| 3665  | ↘2720 | ↘2639 | ↘2408 | ↘2353 | ↗2360 | ↘2354 |
| 2015  | 2016  | 2017  | 2018  | 2019  | 2020  | 2021  |
| ↗2361 | ↘2354 | ↘2353 | ↗2374 | ↘2372 | ↘2360 | ↗2452 |